# カール・アレクサンダー・フォン・ロートリンゲン
カール・アレクサンダー・フォン・ロートリンゲン（ドイツ語: Prinz Karl Alexander von Lothringen und Bar, 1712年12月12日 - 1780年7月4日）は、ロートリンゲン公（ロレーヌ公）レオポルトの息子で神聖ローマ皇帝フランツ1世の弟。オーストリアで軍司令官、およびオーストリア領ネーデルラント総督を務めた。またドイツ騎士団総長でもあった。フランス語名はシャルル・アレクサンドル・ド・ロレーヌ（Charles Alexandre de Lorraine）。日本ではカール公子と呼ばれることもある。

## 略歴

### 出自

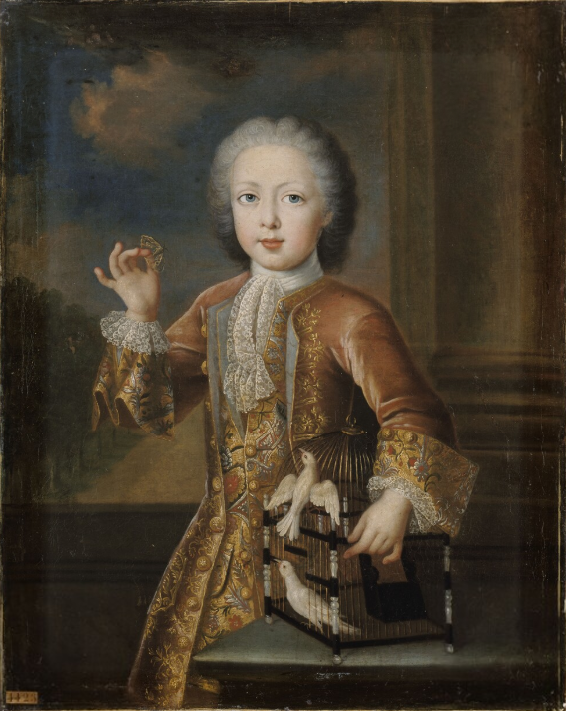
ピエール・ゴベール画（1720年）ヴェルサイユ宮殿所蔵

ロートリンゲン公（ロレーヌ公）レオポルトの末子として、1712年12月12日にリュネヴィルで生まれた。軍人となるべく教育を受け、兄にあたるフランツ・シュテファン（ロレーヌ公、後の神聖ローマ皇帝フランツ1世）がハプスブルク家のマリア・テレジアと結婚して（1736年）、ロレーヌ公国との交換でトスカーナ大公国を獲得した後（1737年）、カール・アレクサンダーはハプスブルク帝国（オーストリア）の軍人になり、オーストリア・ロシア・トルコ戦争では1737年と1738年の戦役に参戦した。

### オーストリア継承戦争
オーストリア継承戦争の際にはマリア・テレジアにより元帥に任命され、オーストリア軍の主要な指揮官の一人となった。プロイセン王フリードリヒ2世との最初の戦闘となる1742年5月17日のホトゥジツェの戦いでは敗北したが、規律を保って撤退することに成功、1743年の対フランス・バイエルン戦役でも成功を収めた。1744年1月にはマリア・テレジアの妹マリア・アンナと結婚、同年に妻と共同でオーストリア領ネーデルラント総督に任命された。しかし、マリア・アンナは同年12月16日にブリュッセルで出産中に亡くなった。
1744年の戦役ではオーストリア軍を率いてライン川渡河に成功、そのままロレーヌ公国に侵攻したが、フリードリヒ2世がボヘミアに侵攻した（第二次シュレージエン戦争）ためロレーヌからの撤退を余儀なくされた。そのままボヘミアに急行したカール・アレクサンダーは老将オットー・フェルディナンド・フォン・トラウンの助言もありプロイセン軍をボヘミアから追い出したが、翌年のシュレージエン戦役ではトラウンからの助言がなく、ホーエンフリートベルクの戦いとゾーアの戦いでプロイセン軍に大敗、1746年のネーデルラント戦役でもロクールの戦いでフランスの将軍モーリス・ド・サックスに敗れている。
オーストリア継承戦争の終戦後はオーストリア領ネーデルラントの統治に関わり、多くの改革を精力的に行ったことで大衆の人気を勝ち取った。

### 七年戦争
1756年に七年戦争が勃発すると、オーストリア軍が緒戦に敗れたため、マリア・テレジアはカール・アレクサンダーを呼び戻したが、カール・アレクサンダーは1757年のプラハの戦いで再びプロイセン軍に敗北、プラハ城内に封鎖された。その後、プロイセン軍がコリンの戦いで敗れてプラハの包囲が解かれた。カール・アレクサンダーは同年11月のブレスラウの戦いでプロイセン軍に勝利したが、フリードリヒ2世は直後のロスバッハの戦いでフランス軍を敗走させ、さらに12月5日のロイテンの戦いでカール・アレクサンダーに完勝した。以降カール・アレクサンダーは指揮官の座を降り、1年ほどウィーンで軍事顧問を務めた後ブリュッセルに戻り、オーストリア領ネーデルラントの統治に専念した。また、指揮官退任とともにマリア・テレジア軍事勲章大十字章を授与された。

### 晩年
軍務引退以降もネーデルラントでの人気が高く、1775年にはブラバント議会がブリュッセルでカール・アレクサンダーの彫像を立てた。1780年7月4日にテルビュレン城で死去。7月10日、ブリュッセルの聖ミシェルと聖ギュデュル大聖堂に埋葬された。心臓は抜き取られて祖先の眠るナンシーのサン・フランソワ・ド・コルディア教会に納められた。

## 脚註
1. ↑  https://cathedralisbruxellensis.be/histoire/
2. 1 2 3 4 5 6 7 8 9 10 11 12 13 14 15 16  Chisholm, Hugh, ed. (1911). "Charles (Prince of Lorraine)" . Encyclopædia Britannica (英語). Vol. 5 (11th ed.). Cambridge University Press. p. 936.

| 公職                                            | 公職                                                                                                 | 公職                                                                     |
| ----------------------------------------------- | --- | ------------------------------------------------------------------------ |
| 先代 ハラハ＝ローラウ伯爵                       | オーストリア領ネーデルラント総督 1744年 - 1780年 同職：マリア・アンナ・フォン・エスターライヒ 1744年 | 次代 テシェン女公マリア・クリスティーナ テシェン公アルベルト・カジミール |
| カトリック教会の称号                            | |                                                                          |
| 先代 クレメンス・アウグスト・フォン・バイエルン | ドイツ騎士団総長 1761年 - 1780年                                                                     | 次代 マクシミリアン・フランツ・フォン・エスターライヒ                    |